# Huub Stapel
Hubertus Wijnandus Jozef Marie Stapel, detto Huub (Tegelen, 2 dicembre 1954), è un attore olandese, attivo in campo cinematografico, televisivo e teatrale.
Tra cinema e televisione, ha partecipato sinora a partire dagli ottanta, dopo un'apparazione da adolescente ad inizio anni settanta, a circa una novantina di produzioni, soprattutto olandesi e tedesche.
Ha recitato in ruoli da protagonista, tra l'altro, in film diretti da Dick Maas quali L'ascensore (De lift, 1983), Arrivano i Flodder (Flodder, 1986), Amsterdamned (1988) e Sint (Saint, 2010).

## Filmografia parziale

### Cinema
- Vertigine per un assassino (Vertige pour un tueur, 1970)
- La ragazza dai capelli rossi (Het meisje met het rode haar), regia di Ben Verbong (1981)
- L'ascensore (De lift), regia di Dick Maas (1983)
- De Dream (1985)
- Maria (1986)
- Arrivano i Flodder (Flodder), regia di Dick Maas (1986)
- Amsterdamned, regia di Dick Maas (1988)
- La donna indecente (De onfatsoenlijke vrouw), regia di Ben Verbong (1991)
- Walhalla (1995)
- De Zeemeerman (1996)
- Mortinho por chegar a casa (1996)
- Knockin' on Heaven's Door (1997)
- Omicidi sul set (Kai Rabe gegen die Vatikankiller, 1998)
- Widows - Erst die Ehe, dann das Vergnügen (1998)
- Van God Los (2003)
- Verder dan de maan (2003)
- Klem in de draaideur (2003)
- De dominee (2004)
- Johan (2005)
- Het wapen van Geldrop (2008)
- Terug naar de kust (2009)
- Eep! (2010)
- Smoorverliefd (2010)
- Sint (2010)
- Titten (2011)
- De Goede Dood (2012)
- Hemel op Aarde, regia di Pieter Kuijpers (2013)
- Vikings - L'invasione dei Franchi (Redbad), regia di Roel Reiné (2018)
- Ferry 2, regia di Wannes Destoop (2024)

### Televisione
- De weg (miniserie TV, 1983)
- The Attic: The Hiding of Anne Frank (1988)
- Retrospectief (1990)
- Sjans (serie TV, 26 episodi, 1994; ruolo: Sjaak Massini)
- L'angelo e l'assassino (Der Schutzengel, 1997)
- Flodder (serie TV, 1 episodio, 1998)
- Hauptsache Leben (1998)
- Eine ungehorsame Frau (1998)
- Retour Den Haag (1999)
- Der Hurenstreik - Eine Liebe auf St. Pauli (1999)
- Tatort (serie TV, 1 episodio, 1999)
- Wet & Waan (serie TV, 7 episodi, 2000-2003; ruolo: Herman Vlieger)
- De nacht van Aalbers (2001; ruolo: Pieter Wessels)
- Het achterland (2001)
- Auf Herz und Nieren (2001)
- Die andere Frau (2004)
- Das beste Jahr meines Lebens (2005)
- Oberon (serie TV, 2005)
- SOKO Kitzbühel (serie TV, 1 episodio, 2006)
- Verrückt nach Clara (serie TV, 7 episodi, 2007; ruolo: Bernd)
- Flikken - Coppia in giallo (Flikken Maastricht, serie TV, 1 episodio, 2007)
- SOKO Kitzbühel (serie TV, 1 episodio, 2008)
- Squadra Speciale Cobra 11 (serie TV, episodio "Tania", 2008; ruolo: Sander Kalvus)
- Squadra Speciale Cobra 11 (serie TV, episodio "Testimone a Berlino", 2008; ruolo: Sander Kalvus)
- Mein Herz in Chile (2008)
- Nel bianco (Eisfieber, 2010; ruolo: Harry Mac)
- Hart tegen Hard (serie TV, 12 episodi, 2011)

## Doppiatori italiani
Nelle versioni in italiano delle opere in cui ha recitato, Huub Stapel è stato doppiato da:
- Massimo Lodolo in L'angelo e l'assassino